# Maarten Solleveld
Maarten Solleveld (ur. 5 lutego 1979 w Amsterdamie) – holenderski szachista, arcymistrz od 2012 roku.

## Kariera szachowa
Wielokrotnie startował w finałach mistrzostw Holandii juniorów, sukcesy odnosząc m.in. w latach 1991 (Haga, dz. II m. w kategorii do 12 lat), 1992 (Hengelo, dz. I m. w kategorii do 14 lat), 1994, (Nijmegen, dz. II m. w kategorii do 16 lat), 1996 (Arnhem, dz. III m. w kategorii do 20 lat) oraz 1998 (Leiden, dz. II m. w kategorii do 20 lat).
W 2000 r. podzielił I m. w Wijk aan Zee (turniej Sonnevanck, wspólnie z Alexandre Dgebuadze). Normy na tytuł arcymistrza wypełnił podczas drużynowych mistrzostw Holandii (dwukrotnie, w latach 2003 i 2012) oraz w Esbjergu (2005, na turnieju The North Sea Cup; dz. II m. za Władimirem Biełowem, wspólnie z Igorem Chenkinem, Stefanem Djuriciem i Siergiejem Kaliniczewem). W 2009 r. podzielił III m. w Haarlemie (za Dimitrim Reindermanem i Friso Nijboerem, wspólnie z Igorem Chenkinem, Robinem van Kampenem i Hedinnem Steingrimssonem), w 2010 r. podzielił I m. w dwóch turniejach, rozegranych w Baden-Baden (wspólnie z Andriejem Orłowem i Maksimem Turowem) i Paderbornie (wspólnie z m.in. Henrikiem Teske, Władysławem Borowykowem i Lwem Gutmanem), natomiast 2011 r. zwyciężył w turnieju w Béthune.
Najwyższy ranking w dotychczasowej karierze osiągnął 1 maja 2012 r., z wynikiem 2536 punktów zajmował wówczas 16. miejsce wśród holenderskich szachistów.